# Lana (Einheit)
Lana war ein russisches Gewichtsmaß. Es entsprach dem Lot.
- 1 Lana = 34 Gramm

Die Maßkette war beim Handelspfund
- 1 Pfund (russ.) = 12 Lana/Lot = 96 Solotnik = 0,409 Kilogramm